# Зелений луг (Чернігівський район)
Зелений луг — село на річці Каїнкулак за 23 км від райцентру.  Засноване у 1921 році переселенцями з с. Петропавлівка (Пологівський район). 

## Історія
В 1922 році було збудовано практично всі будинки. Назву село отримало від лугу та сінокосів біля місця поселення. У селі було 40 господарств, в одній із хат було засновано лікнеп, до школи діти ходили в с. Новоказанкувате. 
У результаті колективізації в селі було утворено колгосп «Ранок», до якого також входили хутір Павлівський, а з 1939 р. також хутір Новотроїцький. За супротив колективізації в селі було розкуркулено 5 сімей. У одну з ночей 1938 року в селі були заарештовані 18 господарів. Це були найкращі господарства, але частина з них служила в армії Махна, у них шукали зброю, усіх їх стратили. 
Незважаючи на важкі часи, праця селян дала певні наслідки: зміцніла матеріальна база колгоспу, в 1935 році було збудовано й введено в дію кам'яну типову чотирирічну школу. Село потопало в зелені садів та насаджень.
1941 рік приніс нові страждання. Колгоспну худобу було евакуйовано. Під час евакуації фашистів біля р. Міус вбили Щербаху О.О., а колгоспну худобу забрали. 
На фронтах Другої світової війни воювало 30 жителів Зеленого Лугу. Відновивши господарство, селяни надіялись на найкраще життя. У 1949 році аполітичну назву колгоспу «Ранок» було перейменовано на «ім. Димитрова». У 1950 році відбувалось укрупнення колгоспів й об'єднали 3 колгоспи: «ім. Петровського» (Петровське), «Комунар» (Крижчене) і місцевий «ім. Димитрове». Зелений Луг став бригадним селом. 
У 1959 році нове укрупнення призвело до того, що Зелений Луг увійшов до складу колгоспу ім. Леніна с. Новомихайлівка, а в 1966 році в результаті розукрупнення до складу колгоспу «Україна» Новоказанкувацької сільради. Село потрапило в розряд неперспективних, люди від'їздять з села, останнім ударом було закриття школи в 1968 році. У 1971 році село перестало існувати як адміністративно-територіальна одиниця. 